# جوسيب فرانش
جوسيب فرانش (بالإسبانية: Josep Franch de Pablo)‏ مواليد 28 يناير 1991، هو لاعب كرة سلة إسباني بدأ مسيرته الاحترافية في سنة 2007 يلعب في ليغا أيه سي بي ويحمل الرقم 30. يبلغ طوله 6 قدم 3 بوصة (1.9 م).

## فرق لعب لها
- جوفينتوت بادالونا
- سي بي مورسيا
- نادي إشبيلية لكرة السلة

## روابط خارجية
- جوسيب فرانش على موقع الاتحاد الدولي لكرة السلة (الإنجليزية)
- جوسيب فرانش على موقع الدوري الإسباني لكرة السلة (الإسبانية)
- جوسيب فرانش على موقع كرة السلة الأوروبية.كوم (الإنجليزية)
- جوسيب فرانش على موقع DraftExpress.com (الإنجليزية)
- جوسيب فرانش على موقع ريلجم (الإنجليزية)
- جوسيب فرانش على موقع بروبوليرز (الإنجليزية)
- جوسيب فرانش على موقع سبورتس رفرنس (الإنجليزية)